# ترمس كبريتي
الترمس الكبريتي (باللاتينية: Lupinus sulphureus) نوع نباتي يتبع جنس الترمس من الفصيلة البقولية المعروفة بقدرتها على تثبيت النيتروجين الجوي من خلال بكتيريا المستجذرة.

## الوصف النباتي
أوراقه مركبة كفية، تضم كل واحدة منها ما بين سبع إلى ثلاث عشرة وريقات.